# Prstencová chrupavka
Prstencová chrupavka (latinsky cartilago cricoidea, doslova z řec. krikoeides – prstenovitý) je hyalinní chrupavka ve tvaru vodorovně položeného prstenu, která objímá hrtan, podílí se na jeho ochraně a umožňuje upevnění různých svalů a vazů. Tato nepárová chrupavka se pravděpodobně vyvinula přeměnou částí IV. a VI. žaberního oblouku.

## Anatomie člověka

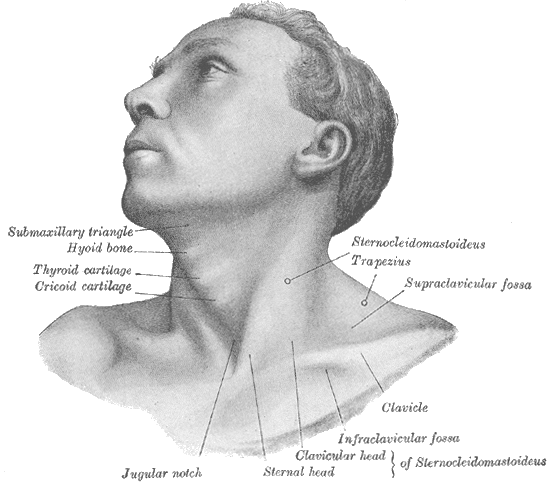
Pozice prstencové chrupavky („cricoid cartilage“) při pohledu na krk

Lidská prstencová chrupavka se obtáčí jako pevný kroužek kolem hrtanu a je uložena kaudálně od chrupavky štítné („pod ní“). Připomíná pečetní prsten, jehož „destička“ (lamina) je umístěna vzadu (dorzálně). V horní části je skloubena s chrupavkou štítnou, v dolní části se nachází kloubní plochy pro kontakt s hlasivkovými chrupavkami.